# الهارب (فلم 1993)
الهارب أو (ذا فيوجيتيف - The fugitive): وهو فيلم اثارة وتشويق أمريكي، ظهر في صالات العرض السينمائية عام 1993 وهو مقتبس عن مسلسل تلفازي يحمل نفس الاسم. «الهارب» من إخراج آندرو دايفس ودور البطولة كان لهاريسون فورد وتومي لي جونز. بطل الفيلم «ريتشارد كيمبل - Richard Kimble» هاريسون فورد يتهم خطأً بقتل زوجته.
لا يمضي كثير من الوقت حتى يهرب كيمبل من السجن وينطلق في بحثه عن الحقيقة وجلب المجرم الحقيقي للعدالة محاولاً بذلك اثبات براءته، في المقابل ينطلق فريق من ال"يو اس مارشلز - The US Marshals) بقيادة المفوض سامويل غيرارد (تومي لي جونز ) في بحثهم عن كيمبل. نجح الفيلم على الصعيد التجاري والعالمي، حيث بلغت عائدات البوكس اوفيس ل «ذا فيوجيتيف» $368,875,760 دولار لفيلم بلغت ميزانية إنتاجه $44 مليون دولار. ترشح الفيلم لسبع جوائز أوسكار.

## الحبكة
الدكتور ريتشارد كيمبل من متخصص في طب وجراحة الاوعية الدموية وهو من سكان شيكاغو يعود ذات ليلة إلى بيته ليرى زوجته تحتضر بعد أن اعتدى عليها رجل مسلح، يحاول كيمبل اللحاق به لكنّه يتمكن من الهروب. وبسبب عدم وجود دليل قاطع على حادث اقتحام ولأنّ كيمبل هو المستفيد الوحيد من مال التأمين على حياة زوجته يتهم زوراً بالقتل من الدرجة الأولى ويحكم عليه بالموت. بينما يستقل كيمبل الباص في طريقه إلى الموت يحاول المساجين الآخرين الهروب حيث يقتلون السائق ويعتدون على أحد الحراس. ينحرف الباص عن طريقه ويعترضه قطار مسرع ويسبب في دمار الباص ومقتل من فيه. ينجو كيمبل من الحادث بصعوبة وينقذ حياة الحارس بجرّه من الباص ويهرب في الليل.

## طاقم التمثيل
- هاريسون فورد: دكتور ريتشارد كيمبل
- تومي لي جونز: صمويل جيرارد
- سيلا وارد: كيمبل هيلين
- جوليان مور: الدكتورة آن إيستمان
- جو بانتولاينو: كوزمو رينفيرو
- أندرياس كاتسولاس: سايكس فريدريك

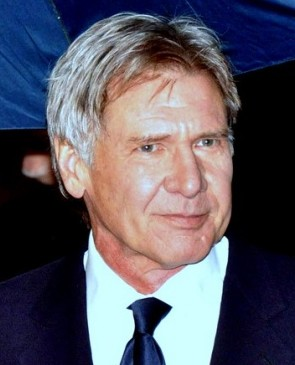
هاريسون فورد

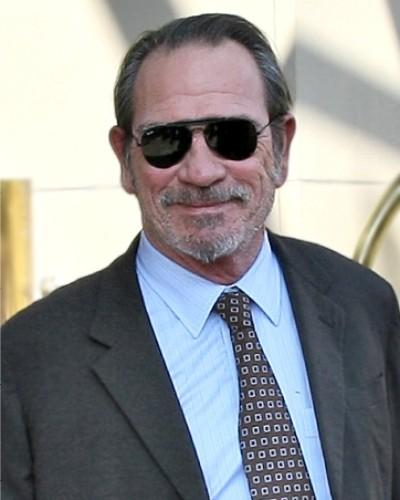
تومي لي جونز

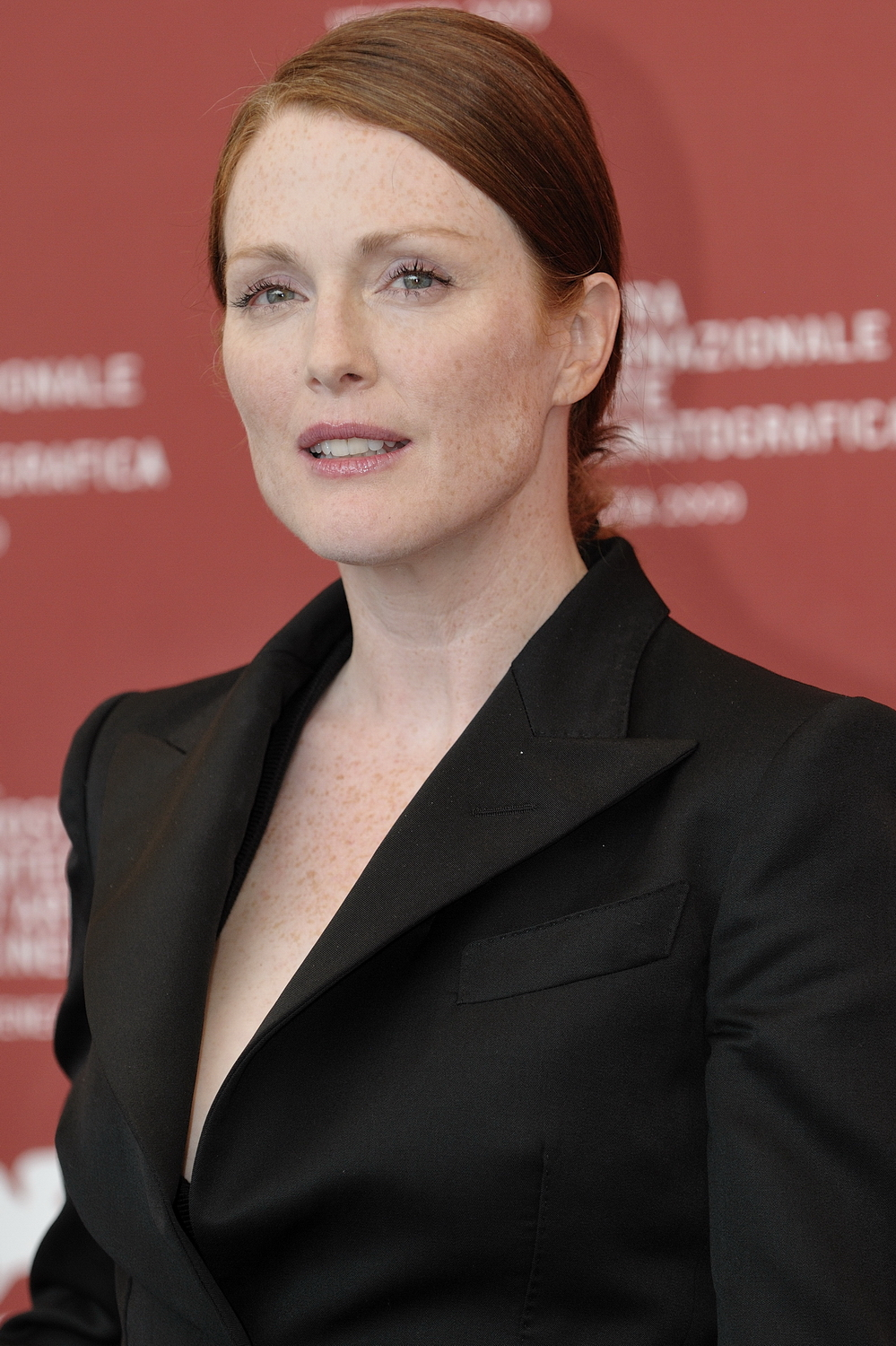
جوليان مور

- جيروين كرابه: الدكتور تشارلز نيكولز
- دانييل روبوك: المارشال روبرت بيغز
- ل. سكوت كالدويل: المارشال ايرين بول
- توم وود: المارشال نوا نيومن
- رون دين كيلي: المخبر
- جين لينش: الدكتورة كاثي ووهالد
- نيك سيرسي: العمدة رولينز
- نيل فلين: الشرطي العابر

## الإنتاج
تجري أحداث الفيلم في ريف الينوي الّا أن عملية التصوير تمت في مقاطعة جاكسون, كارولاينا الشمالية. المشهد الذي يلي هروب كيمبل من الباص التابع للسجن والذي يظهر فيه حطام قطار مخيف تم تصويره في الجبال الضبابية العظيمة (بالإنجليزية: Great Smoky Mountains) في كارولاينا الشمالية. مشهد دخول كيمل إلى المشفى عقب هروبه صوِّر في مشفى هاريس في مدينة سيلفا, كارولاينا الشمالية.

## ردود الفعل
حظي الهارب بافتتاح مبهر في الولايات المتحدة الأمريكية محققاً $23,758,855 في نهاية الأسبوع الأول، وبقي في المركز الأول لستة أسابيع على التوالي. بلغت ايرادات الهارب في الولايات المتحدة الأمريكية $183,875,760, أما عالمياً فبلغت إيرادات الفيلم $368,875,760. نال الفيلم إعجاب النقاد حيث منحه روجر ايبرت 4 نجوم من أصل 4 ووصفه بأنّه أفضل فيلم في السنة. في 2009 وصف موقع روتن تمايتوز الهارب بأنه فيلم نضر وحصل على درجة 94%, كما حصل على اشادة عالمية ودرجة 86 من ميتاكريتيك.

### الجوائز
ترشح الهارب للجوائز التالية:
| الجائزة             | المُرشّح                                                                | النتيجة | خسر أمام            |
| ------------------- | --------------------------------------------------------------------- | ------- | ------------------- |
| أفضل ممثل مساعد     | تومي لي جونز                                                          | فاز     | فاز                 |
| أفضل فيلم           | آرنولد كوبيلسون                                                       | رُشّح     | قائمة شندلر         |
| أفضل تصوير سينمائي  | مايكل تشابمن                                                          | رُشّح     | قائمة شندلر         |
| أفضل مونتاج         | دينيس فيركلر ديفيد فينفر دين جودهيل دون بورتشو ريتشارد نورد دوف هوينغ | رُشّح     | قائمة شندلر         |
| أفضل موسيقى تصويرية | جايمس نيوتن هاورد                                                     | رُشّح     | قائمة شندلر         |
| أفضل مونتاج صوت     | جون ليفيك بروس ستامبلر                                                | رُشّح     | جوراسيك بارك (فيلم) |
| أفضل مؤثرات صوتية   | دونالد ميتشل مايكل هيربريك فرانك مونتانو سكوت سميث                    | رُشّح     | جوراسيك بارك (فيلم) |

## وصلات خارجية
- الهارب على موقع IMDb (الإنجليزية)
- الهارب على موقع ميتاكريتيك (الإنجليزية)
- الهارب على موقع الموسوعة البريطانية (الإنجليزية)
- الهارب على موقع روتن توميتوز (الإنجليزية)
- الهارب على موقع نتفليكس (الإنجليزية)
- الهارب على موقع قاعدة بيانات الأفلام العربية
- الهارب على موقع ألو سيني (الفرنسية)
- الهارب على موقع Turner Classic Movies (الإنجليزية)
- الهارب على موقع أول موفي (الإنجليزية)
- الهارب على موقع بوكس أوفيس موجو (الإنجليزية)

- الهارب كما في قاعدة بيانات الأفلام الدولية.
- الهارب كما في موقع أول روفي.
- الهارب كما في موقع بوكس أوفيس موجو.
- الهارب كما في موقع روتن توماتيوز.